# Mausolée Sidi Abdelkader

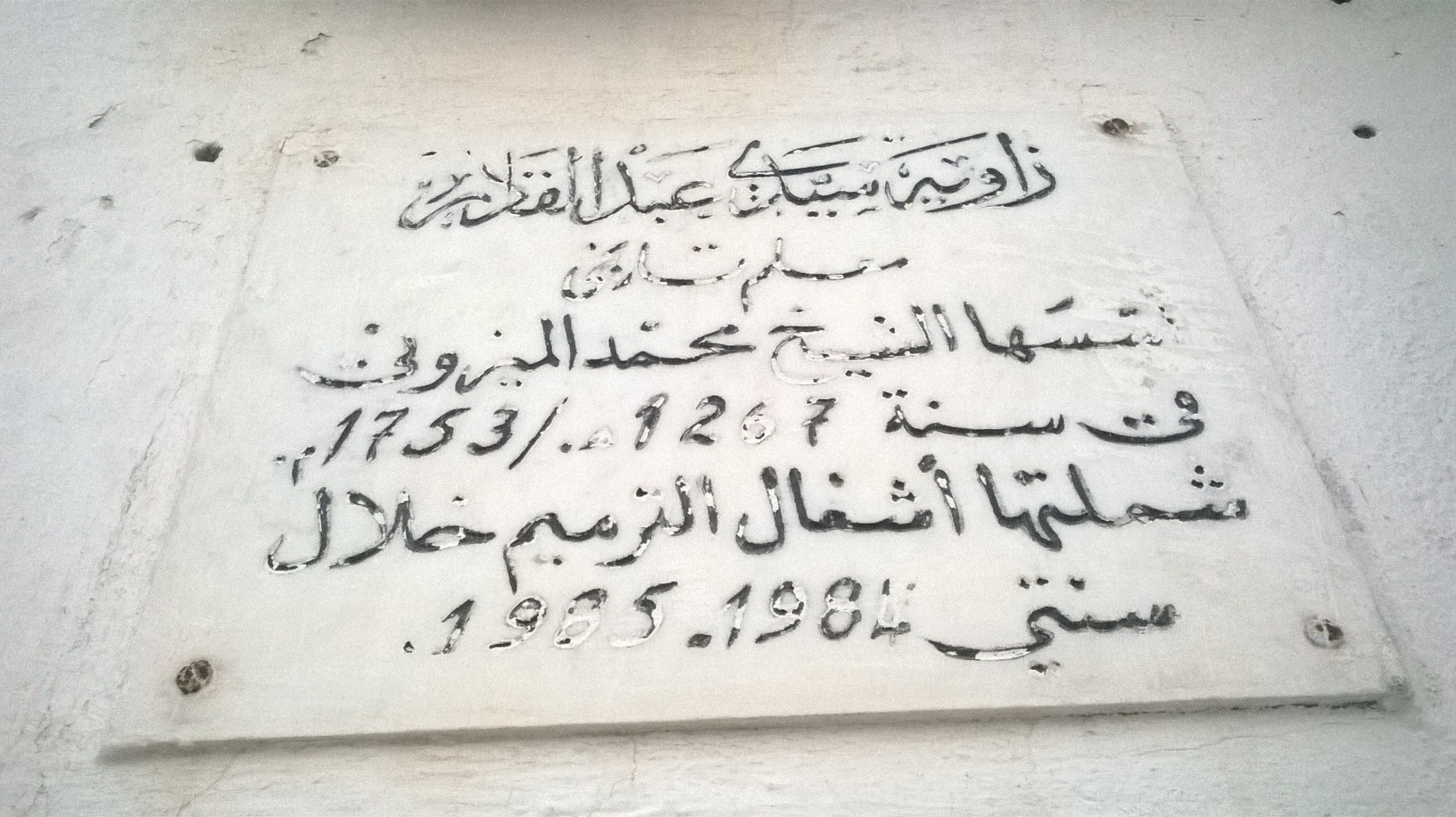
Plaque commémorative de la zaouïa

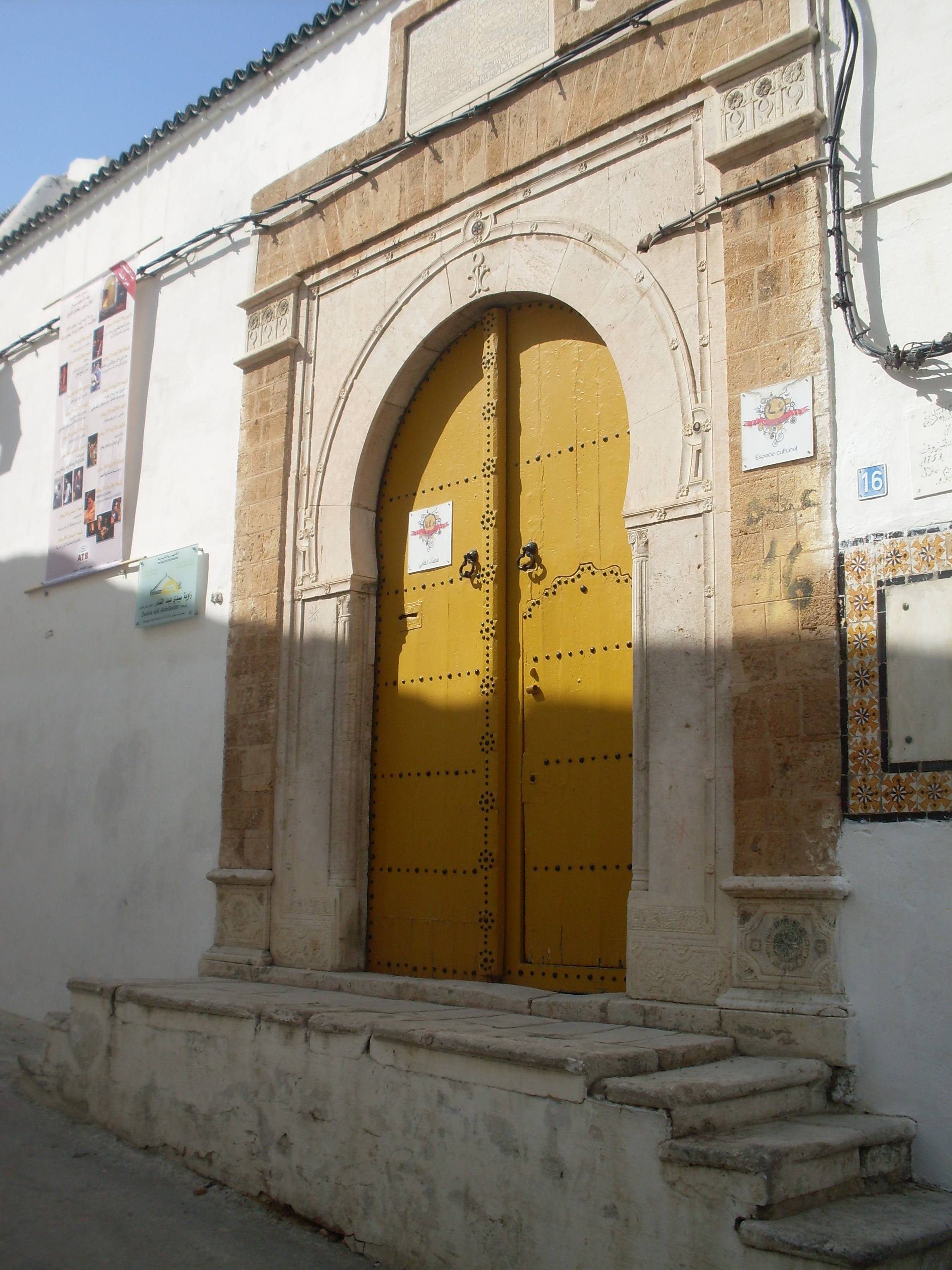
Porte d'entrée

Le mausolée Sidi Abdelkader (arabe : زاوية سيدي عبد القادر) est une zaouïa située sur la rue du Divan dans la médina de Tunis.

## Histoire
Le mausolée était destiné à la célébration du rituel de la confrérie de la Qadiriyya. Le bâtiment date de 1846.
Il devient un monument classé le 13 mars 1912.